# 小行星4788
小行星4788（英語：4788 Simpson）是一颗围绕太阳公转的小行星。1986年10月4日，愛德華·鮑威爾在可可尼诺县发现了此天体。
这颗小行星的绝对星等为110.2440175069869等。